# Bois-le-Roi (Eure)
Pour les articles homonymes, voir Bois-le-Roi et Bois (communes).
Ne doit pas être confondu avec Boissise-le-Roi ou La Forêt-le-Roi.
 (mars 2016).
Si vous disposez d'ouvrages ou d'articles de référence ou si vous connaissez des sites web de qualité traitant du thème abordé ici, merci de compléter l'article en donnant les références utiles à sa vérifiabilité et en les liant à la section « Notes et références ».
Bois-le-Roi (localement orthographiée Bois-le-Roy) est une commune française située dans le département de l'Eure en région Normandie.

## Géographie

### Localisation
La commune est située à 139 mètres d'altitude, s'étend sur 542 hectares dont les forêts en recouvrent une superficie de 59 hectares et 70 ares, et occupe une place intermédiaire entre le plateau de Saint-André et la vallée de l'Eure.
|                       | L'Habit                |       |
| Champigny-la-Futelaye | Bois-le-Roi            | Croth |
|                       | Saint-Laurent-des-Bois | Croth |

### Hydrographie
La commune est située dans le bassin Seine-Normandie. Elle n'est drainée par aucun cours d'eau,.

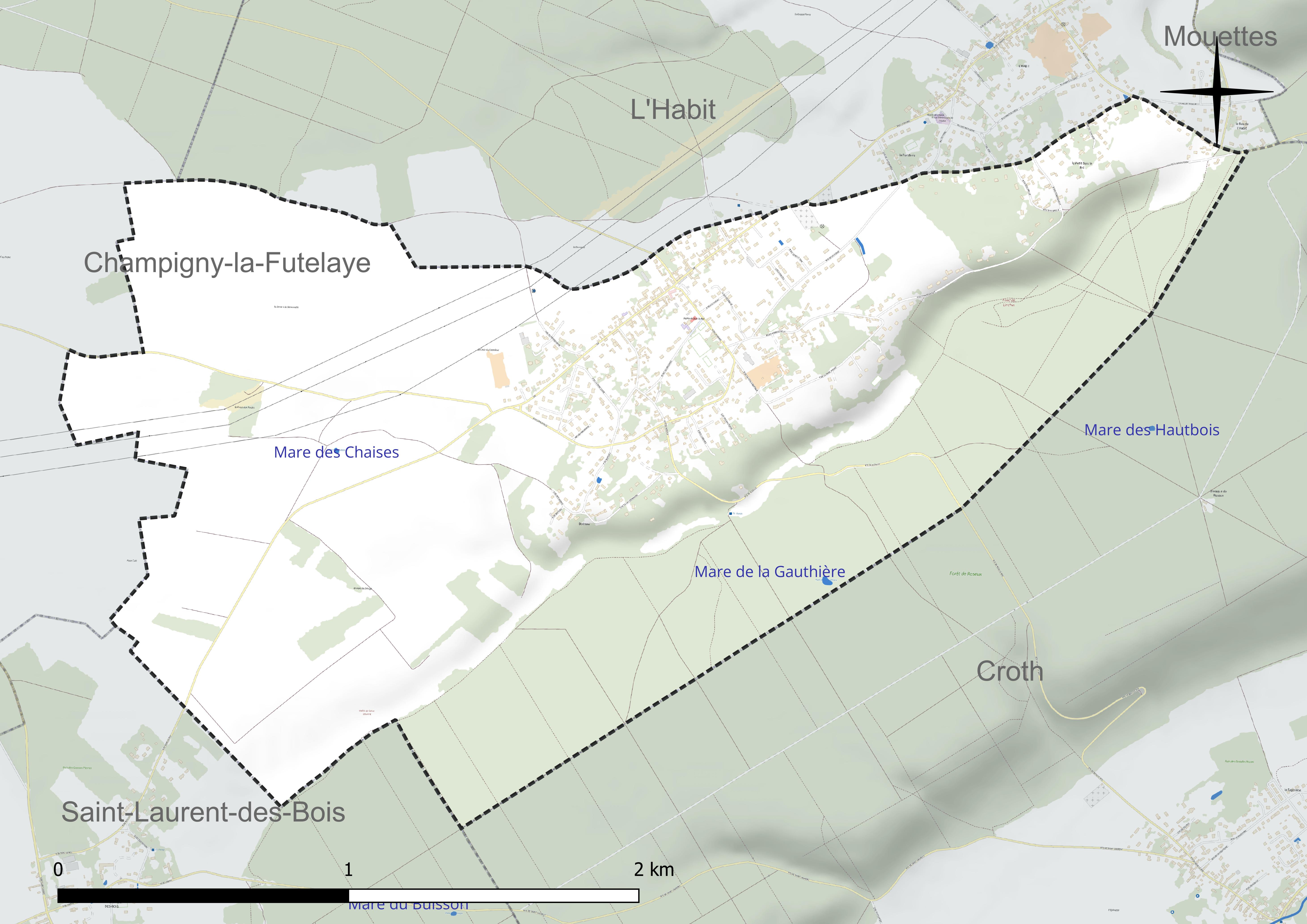
Réseau hydrographique de Bois-le-Roi.

Deux plans d'eau complètent le réseau hydrographique : la mare de la Gauthière (0,1 ha) et la mare des Chaises (0 ha),.

### Climat
Pour des articles plus généraux, voir Climat de la Normandie et Climat de l'Eure.
En 2010, le climat de la commune est de type climat océanique dégradé des plaines du Centre et du Nord, selon une étude du CNRS s'appuyant sur une série de données couvrant la période 1971-2000. En 2020, Météo-France publie une typologie des climats de la France métropolitaine dans laquelle la commune est exposée à un climat océanique et est dans la région climatique  Sud-ouest du bassin Parisien, caractérisée par une faible pluviométrie, notamment au printemps (120 à 150 mm) et un hiver froid (3,5 °C). Parallèlement le GIEC normand, un groupe régional d’experts sur le climat, différencie quant à lui, dans une étude de 2020, trois grands types de climats pour la région Normandie, nuancés à une échelle plus fine par les facteurs géographiques locaux. La commune est, selon ce zonage, exposée à un « climat des plateaux abrités », correspondant aux plaines agricoles de l’Eure, avec une pluviométrie beaucoup plus faible que dans la plaine de Caen en raison du double effet d’abri provoqué par les collines du Bocage normand et par celles qui s’étendent sur un axe du Pays d'Auge au Perche.
Pour la période 1971-2000, la température annuelle moyenne est de 10,5 °C, avec  une amplitude thermique annuelle de 14,4 °C. Le cumul annuel moyen de précipitations est de 634 mm, avec 10,8 jours de précipitations en janvier et 8,1 jours en juillet. Pour la période 1991-2020, la température moyenne annuelle observée sur la station météorologique la plus proche, située sur la commune de Bû à 13 km à vol d'oiseau, est de 11,4 °C et le cumul annuel moyen de précipitations est de 633,2 mm,. Pour l'avenir, les paramètres climatiques de la commune estimés pour 2050 selon différents scénarios d’émission de gaz à effet de serre sont consultables sur un site dédié publié par Météo-France en novembre 2022.

## Urbanisme

### Typologie
Au 1er janvier 2024, Bois-le-Roi est catégorisée bourg rural, selon la nouvelle grille communale de densité à 7 niveaux définie par l'Insee en 2022.
Elle est située hors unité urbaine. Par ailleurs la commune fait partie de l'aire d'attraction de Paris, dont elle est une commune de la couronne,. 

### Occupation des sols
L'occupation des sols de la commune, telle qu'elle ressort de la base de données européenne d’occupation biophysique des sols Corine Land Cover (CLC), est marquée par l'importance des territoires agricoles (47,2 % en 2018), en diminution par rapport à 1990 (53,7 %). La répartition détaillée en 2018 est la suivante : 
terres arables (47,2 %), forêts (33,9 %), zones urbanisées (18,9 %). L'évolution de l’occupation des sols de la commune et de ses infrastructures peut être observée sur les différentes représentations cartographiques du territoire : la carte de Cassini (XVIIIe siècle), la carte d'état-major (1820-1866) et les cartes ou photos aériennes de l'IGN pour la période actuelle (1950 à aujourd'hui).

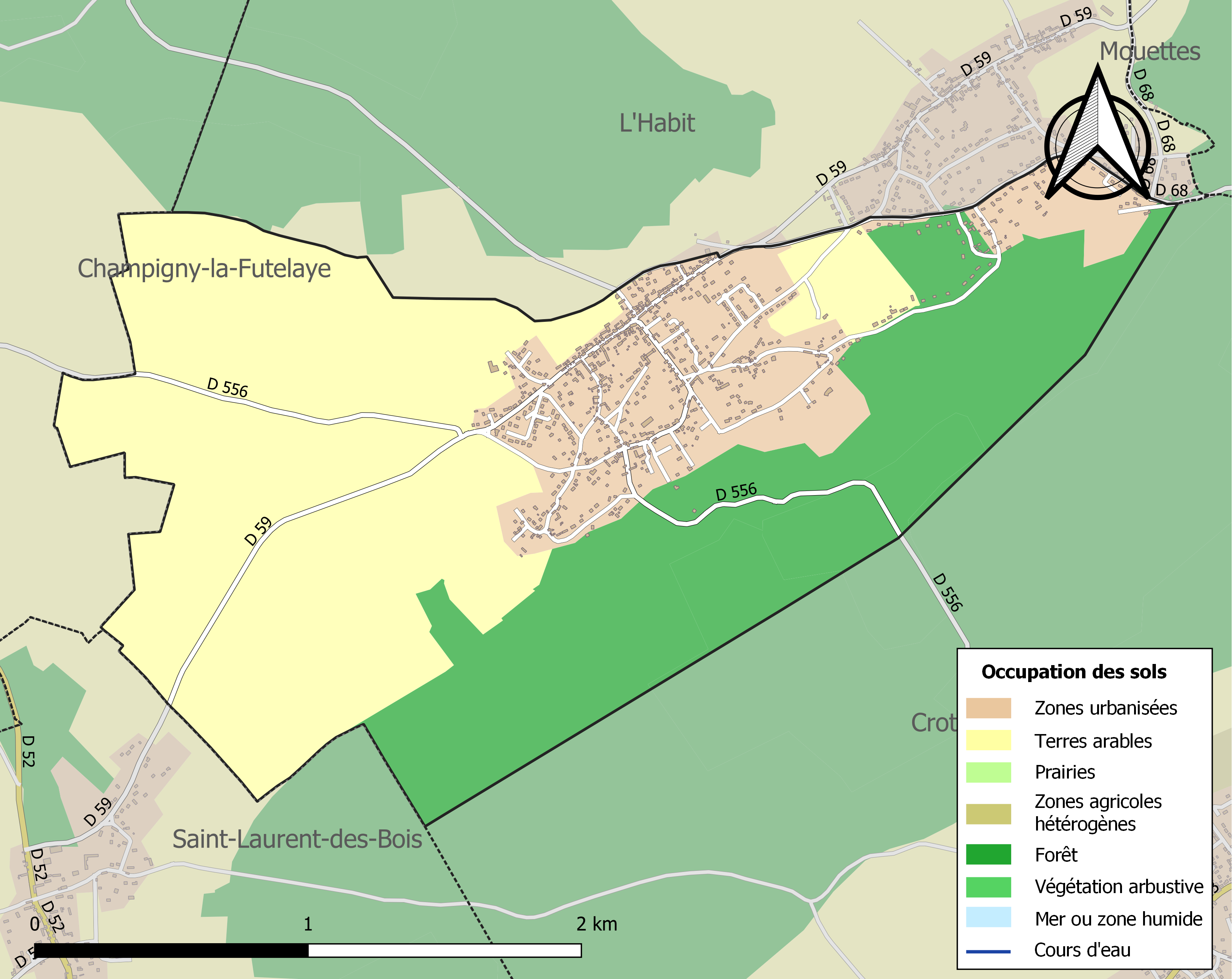
Carte des infrastructures et de l'occupation des sols de la commune en 2018 (CLC).

## Toponymie
Le nom de la localité est attesté sous les formes latinisées Boscum Regis en 1163, Bosco Regis vers 1370.
Il signifie le « bois du roi », allusion à la « forêt d'Ivry », qui appartenait au domaine royal. Bois-le-Roi était un domaine qui, avant la conquête normande, faisait partie des propriétés personnelles du Roi de France, à sa libre disposition, contrairement aux biens de la Couronne.
En 1793, Bois-Ivry est le nom révolutionnaire de la commune. Suivi de Bois d'Ivry en 1801.

## Histoire
C'était un domaine qui, avant la conquête normande, faisait partie des propriétés personnelles du Roi de France, à sa libre disposition, contrairement aux biens de la Couronne. Cette commune trouve historiquement son origine dans des temps fort reculés puisqu'elle apparut en tant que circonscription dès le IXe siècle, époque où elle prenait la forme d'une association reposant sur le serment.
A l'origine, existaient de nombreuses mares et puits qui permirent au village de pouvoir se développer et d'y organiser la vie quotidienne. En particulier, y travaillaient à domicile de nombreux " peigneux " ou " peigniers ". L'eau posa cependant de réels problèmes qui ne furent résolus que vers les années 1955 - 1956.

## Politique et administration
En 2010, la commune de Bois-le-Roi a été récompensée par le label « Ville Internet @@ ».
| Période                                  | Période   | Identité          | Étiquette | Qualité         |
| ---------------------------------------- | --------- | ----------------- | --------- | --------------- |
| 1913                                     | 1936      | Eugène Groménil   |           |                 |
| mars 1965                                | mars 2001 | Marcel Auger      | PCF       |                 |
| mars 2001                                | mai 2020  | Jean-Pierre Morel | DVD       | Cadre supérieur |
| mai 2020                                 | en cours  | Youssef Erramach  | SE        | Professeur      |
| Les données manquantes sont à compléter. |           |                   |           |                 |

## Démographie
L'évolution du nombre d'habitants est connue à travers les recensements de la population effectués dans la commune depuis 1793. Pour les communes de moins de 10 000 habitants, une enquête de recensement portant sur toute la population est réalisée tous les cinq ans, les populations de référence des années intermédiaires étant quant à elles estimées par interpolation ou extrapolation. Pour la commune, le premier recensement exhaustif entrant dans le cadre du nouveau dispositif a été réalisé en 2007.

En 2022, la commune comptait 1 234 habitants, en évolution de +5,92 % par rapport à 2016 (Eure : −0,25 %, France hors Mayotte : +2,11 %).
| 1793 | 1800 | 1806 | 1821 | 1831 | 1836 | 1841 | 1846 | 1851 |
| ---- | ---- | ---- | ---- | ---- | ---- | ---- | ---- | ---- |
| 490  | 498  | 464  | 540  | 575  | 550  | 562  | 575  | 630  |

| 1856 | 1861 | 1866 | 1872 | 1876 | 1881 | 1886 | 1891 | 1896 |
| ---- | ---- | ---- | ---- | ---- | ---- | ---- | ---- | ---- |
| 637  | 694  | 755  | 718  | 701  | 687  | 672  | 614  | 529  |

| 1901 | 1906 | 1911 | 1921 | 1926 | 1931 | 1936 | 1946 | 1954 |
| ---- | ---- | ---- | ---- | ---- | ---- | ---- | ---- | ---- |
| 468  | 430  | 434  | 408  | 363  | 352  | 297  | 318  | 355  |

| 1962 | 1968 | 1975 | 1982 | 1990 | 1999 | 2006 | 2007 | 2012  |
| ---- | ---- | ---- | ---- | ---- | ---- | ---- | ---- | ----- |
| 338  | 301  | 350  | 500  | 793  | 815  | 916  | 930  | 1 082 |

| 2017  | 2022  | - | - | - | - | - | - | - |
| ----- | ----- | - | - | - | - | - | - | - |
| 1 185 | 1 234 | - | - | - | - | - | - | - |

## Culture locale et patrimoine

### Lieux et monuments
- Son église, dédiée à Saint Jean-Baptiste sous le patronage immémorial de l'abbaye de Marmoutiers fondée par l'illustre saint Martin, possède une remarquable charpente à poinçon mouluré qui soutient la voûte. Elle renferme des vestiges datant des XVe et XVIe siècles, dont un fragment de verrière polychrome. Sa flèche octogonale couverte d'ardoises monte doucement la garde au cœur de notre Bois-le-Roi, discret et modeste, objet de toute notre affection[réf. nécessaire].

### Personnalités liées à la commune
- Danielle Darrieux (1917-2017), actrice française y a passé ses dix dernières années avec son compagnon, le musicien Jacques Jenvrin, et y est décédée[23].
- Andrée Bordeaux-Le Pecq, peintre. Elle y résida dès 1963. Les archives relatives à sa maison-atelier sont au Centre Georges Pompidou à Paris.